# Lovra
Lovra je općina u Peštanskoj županiji u Mađarskoj, na Čepeljskom otoku, 50 km južno od Budimpešte.

## Zemljopisni položaj
Lovra se nalazi na obali Dunava na južnom dijelu Čepeljskog otoka. Cestom mu je moguće prići jedino iz smjera Budimpešte. Nasuprot naselja, na drugoj strani Dunava leži grad Džankutaran (mađ. Adony) kojem se (kao i autocesti M6) prilazi riječnom skelom direktno iz Lovre.

## Stanovništvo
Lovra ima 310 stanovnika. Većinu stanovništva čine Srbi (59%), a ostatak Mađari i Bugari. (Popis iz 2001. godine). Lovra je jedina općina u Mađarskoj gdje neka nacionalna manjina čini natpolovičnu većinu te je također jedina općina sa srpskom većinom. U okviru mjesne samouprave u Lovri funkcioniraju još dvije manjinske samouprave i to bugarska i srpska.
Većina stanovništva Lovre pripada Srpskoj pravoslavnoj crkvi, a značajan je i broj rimokatolika i reformata (kalvinista).

## Ime
Ime naselja je mađarskog podrijetla sa značenjem "konjski gaz (plićak)". Taj naziv podsjeća na vremena u koja je Lovra bila mjesto gdje su ergele bile prebacivane na drugu obalu Dunava.

## Povijest
Najstariji arheološki nalazi svjedoče da je mjesto današnje Lovre bilo naseljeno već u željeznom dobu. Ostaci zidine koji su pronađeni blizu sela najvjerojatnije su činili element rimskog limesa.
Naselje je prvi put spomenuto 1259. godine kao Portus equorum, zatim u 1276. pod imenom Loureu. Od tih vremena Lovra je bila stalno naseljena. Srbi, bježeći od Turaka počeli su se doseljavati tijekom 15. stoljeća te u većoj mjeri 1690. godine. U 1890. 95% stanovnika zabilježeno je kao pripadnici "grko-istočne" vjeroispovijesti. Budući da Lovra zauzima prilično periferijski zemljopisni položaj te ga važne prometnice zaobilaze, nije bio toliko pogođen procesom asimilacije pa je uspio zadržati svoje običaje i sačuvati svoju etničku karakteristiku.

## Obrazovanje i kultura
U Lovri funkcionira osnovna škola sa srpskim nastavnim jezikom. Lovra je domaćin ustanove Srpsko kazalište u Mađarskoj čiji je glavni sponzor sama mađarska vlada i koje uglavnom predstavlja djela srpskih književnika iz Mađarske.

## Turizam

### Znamenitosti
- srpska pravoslavna crkva sagrađena je na kraju 18. stoljeća u kasnobaroknom stilu, njezino renoviranje je u završnoj fazi
- spomen-kapela "Ödön Zichy" (rimokatolička) sagrađena je 1859. godine po narudžbi habsburške kuće. Ödön Zichy bio je velikaš vjeran Habsburgovcima koga je narod objesio na početku mađarske borbe za slobodu u rujnu 1848. godine
- umjetnička galerija (Művészeti Galéria) predstavlja zbirku srpskog slikarstva
- područje zapadno od naselja je prirodni rezervat
- vrbik na obali Dunava omiljeno je kamp-mjesto raftera

### Događaji
- Dunavski festival (obilježava se svake godine posljednje subote mjeseca lipnja)
- Proštenje (28. – 29. kolovoza)

## Stanovništvo
2001. je u Lovri bilo 308 stanovnika. Srbi čine 66%, Bugari preko 3%, Roma je nešto preko 1%, Hrvata je 1%. Rimokatolika je nešto manje od četvrtine, kalvinisti su desetina stanovništva, a "ostale vjere" (uglavnom srpsko-pravoslavni) je 59%.